# Borscheid
Borscheid ist ein Ort im nördlichen Rheinland-Pfalz und gehört zur Ortsgemeinde Neustadt-Wied im Landkreis Neuwied. Nachbarort von Borscheid ist Fernthal.

## Einwohner
In Borscheid leben derzeit 256 Einwohner (2021).

## Vereine
Der Dorfverein Borscheid e.V. wurde im Jahr 1985 gegründet. Zahlreiche Brauchtumsveranstaltungen werden jedes Jahr an der „Dorfhütte“ am Spielplatz zentral im Ort durchgeführt. Dazu gehört auch das jährlich stattfindende Dorffest.